# Suladale
Suladale (Schots-Gaelisch: Sùladal) is een dorp in de buurt van Edinbane op het eiland Skye in de Schotse lieutenancy Ross and Cromarty in het raadsgebied Highland.